# Lavizzara
Lavizzara − miejscowość i gmina w południowej Szwajcarii, w kantonie Ticino, w okręgu (distretto) Vallemaggia, siedziba administracyjna powiatu (circolo) Lavizzara. Leży nad rzeką Maggia. Na terenie gminy leżą jeziora Lago del Narèt oraz Lago del Sambuco. Powstała 4 kwietnia 2004 w wyniku połączenia gmin Broglio, Brontallo, Fusio, Menzonio, Peccia i Prato-Sornico.

## Demografia
W Lavizzarze mieszka 489 osób. W 2022 roku 9% populacji gminy stanowiły osoby urodzone poza Szwajcarią. 